# Chromosom 21 (Mensch)

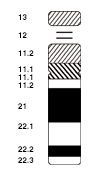
Aufbau des Chromosoms 21

Das Chromosom 21 gehört mit etwa 34 Millionen Bausteinen zu den kleinsten menschlichen Chromosomen. Es umfasst lediglich 1,5 Prozent der menschlichen Erbinformationen.

## Merkmale
Auf Chromosom 21 liegen mindestens vierzehn Gene, von denen man bereits heute weiß, dass ihre genetische Veränderung zu einer Reihe monogener (von einem einzigen Gen verursachten) Erkrankungen führen kann. Dazu gehören die Alzheimer-Krankheit, amyotrophe Lateralsklerose, spezielle Formen von Epilepsie und Autoimmunerkrankungen (AIRE), Homocysteinurie, Muskelerkrankungen (Bethlem-Myopathie und Ullrich-Myopathie) sowie eine erhöhte Anfälligkeit für Leukämie.

## Sequenzierung
Mit maßgeblicher Beteiligung deutscher Genetiker an drei Sequenzierzentren (an der Gesellschaft für Biotechnologische Forschung Braunschweig, am Institut für Molekulare Biotechnologie Jena und am Max-Planck-Institut für Molekulare Genetik Berlin) hat ein internationales Team die mehr als 33 Millionen Bausteine (Basen) des Chromosoms 21 im Umfang von 99,7 Prozent mit 99,99-prozentiger Sicherheit sequenziert. Damit ist das Chromosom 21 nach dem Chromosom 22 das zweite Chromosom, das vollständig sequenziert wurde. Das Chromosom 21 enthält, wie man jetzt weiß, insgesamt 225 Gene und 59 Pseudogene. Unter den 225 Genen sind 127 enthalten, die bereits vor der Sequenzierung des Chromosoms bekannt waren. Die anderen 98 Gene sind unbekannte Gene die durch Vorhersagen aufgrund von computerbasierten DNA-Sequenzanalysen bestimmt wurden. Hierbei machen sich die Wissenschaftler den Umstand zu Nutze, dass bestimmte Sequenzabschnitte im Genom auftauchen, die den Anfang oder das Ende eines vermeintlichen Gens markieren. Im Vergleich zu dem ähnlich großen Chromosom 22, das 545 Gene trägt, ist das Chromosom 21 damit sehr arm an Genen.
Bei den vorhergesagten Genen sind einige gute Kandidaten, als Ursache von bestimmten genetischen Erkrankungen identifiziert zu werden. Diese Erkrankungen wurden schon länger im Zusammenhang mit dem Chromosom 21 gesehen. Zu ihnen gehören unter anderem verschiedene Formen von Taubheit, Tumorerkrankungen und manische Depressionen. Außerdem wurden auch Tumorsuppressor-Gene gefunden, die zur Unterdrückung von Tumoren führen (beispielsweise Gen Ets2).
Auch die beiden auf dem Chromosom 21 befindlichen Gene DSCR1 und DYRK1A wirken krankhaften Gewebewucherungen entgegen.

## Medizinische Bedeutung
Die Analyse der Gene dieses Chromosoms hat eine große medizinische Bedeutung. Menschen, die in allen oder in einem Teil ihrer Körperzellen drei Kopien des gesamten Chromosoms 21 oder drei Kopien von Teilen eines 21. Chromosoms besitzen, haben eine Form des Down-Syndroms (Trisomie 21). Auf dem Chromosom 21 wurde mittlerweile eine kritische Region identifiziert, die an allen typischen Aspekten des Down-Syndroms beteiligt ist (DSCR, Down syndrome critical region, Position 21q22). Die in dieser Region enthaltenen Gene sind inzwischen mit dem jeweiligen Phänotyp assoziiert und ermöglichen eine zukünftige ursächliche Behandlung der mit diesem Defekt verbundenen Symptome.
Außerdem können dank des dritten Chromosoms 21 Menschen mit dem Down-Syndrom dazu beitragen, dass Krebs zukünftig effektiver bekämpft werden kann. Obwohl Menschen mit Trisomie 21 in den ersten Lebensjahren auffällig häufiger an Leukämien erkranken, als genetisch gesunde Menschen, ist für Mediziner und Wissenschaftler von besonderer Bedeutung, dass sie ansonsten im Laufe des Lebens äußerst selten an einer anderen Form von Krebs erkranken. Durch die Sequenzanalyse des 21. Chromosoms hat man herausgefunden, dass das Gen DSCR1 ein Protein produziert, dass sich an das Enzym Calcineurin bindet. So wird verhindert, dass das Calcineurin mit den Zellen der Blutgefäße in Wechselwirkung gehen kann. Da das Chromosom 21 beim Down-Syndrom dreimal, anstatt der üblichen zwei Mal vorliegt, findet ein Wachstum und eine Neubildung der Blutgefäße kaum noch statt. Dies hindert auch den Tumor an seinem Wachstum, da er für dieses eine gute Blutversorgung braucht. Dieses Wissen kann zukünftig bei der Bekämpfung von Krebs durch gezielte Hemmung des Tumorwachstums eingesetzt werden.